# John Walker Maury

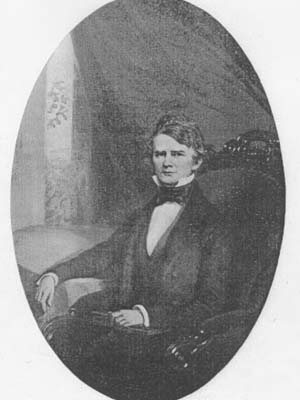
John Walker Maury

John Walker Maury (* 15. Mai 1809 im Caroline County, Virginia; † 2. Februar 1855 in Washington, D.C.) war ein US-amerikanischer Politiker. Zwischen 1852 und 1854 war er Bürgermeister der Stadt Washington.

## Werdegang
John Maury entstammte einer in Virginia bekannten Familie. Ab 1826 lebte er in Washington, wo er nach einem Jurastudium als Rechtsanwalt praktizierte. Später stieg er auch in das Bankgewerbe ein. Ab 1846 war er Präsident der National Bank of the Metropolis.
Politisch schloss sich Maury der  Demokratischen Partei an und er war Mitglied im Stadtrat von Washington. Im Jahr 1852 wurde er gegen Amtsinhaber Walter Lenox von der Whig Party zum Bürgermeister der Bundeshauptstadt gewählt. Dieses Amt bekleidete er zwischen dem 14. Juni 1852 und dem 12. Juni 1854. Erwähnenswert ist, dass bis 1871 der Bürgermeister von Washington nicht den gesamten District of Columbia verwaltete. Die damals selbständige Stadt Georgetown stellte bis 1871 ihren eigenen Bürgermeister.
Während Maurys Amtszeit als Bürgermeister wurde im Jahr 1852 die Nervenheilanstalt St. Elizabeths Hospital gegründet. Außerdem wurde das städtische Wasserversorgungssystem modernisiert. Im Jahr 1954 verlor John Maury bei seinem Versuch der Wiederwahl gegen John T. Towers von der Know-Nothing Party. Er starb wenige Monate nach dem Ende seiner Amtszeit am 2. Februar 1855 in Washington und wurde auf dem dortigen Kongressfriedhof beigesetzt.